# Adams Gulch
Adams Gulch é uma área não-incorporada localizada no Condado de Restigouche, New Brunswick, Canadá.